# Hypodactylus latens
Hypodactylus latens es una especie de anfibio anuro de la familia Craugastoridae.

## Distribución geográfica
Esta especie es endémica de la cordillera central en Colombia. Habita en los departamentos de Antioquia, Caldas, Quindío y Tolima entre los 2600 y 3200 m de altitud.

## Publicación original
- Lynch, 1989 : Intrageneric relationships of mainland Eleutherodactylus (Leptodactylidae). 1. A review of the frogs assigned to the Eleutherodactylus discoidalis species group. Contributions in Biology and Geology, Milwaukee Public Museum, vol. 79, p. 1-25.[5]